# 加沙船队冲突
加沙船队冲突發生在2010年5月31日的地中海上，以色列海軍部隊在公海襲擊了6艘載有國際活動者的船隻，此船隊名為“自由加沙船隊”，這些國際活動者計畫突破以色列的加沙封鎖以運送人道救援物資到當地。據以色列消息來源，加沙艦隊拒絕改變航向至阿什杜德港後，以色列的海軍部隊開始登船，之後以色列強迫船隊航向阿什杜德港並扣留了船上所有的乘員與援助物資，以色列承諾會將檢查過的非違禁援助物資送往加沙。
在懸掛葛摩旗幟的藍色馬爾馬拉號船上，有9名乘客遭登船以軍殺害，另1名重傷乘客昏迷4年後不治死亡。在衝突中有60名船隊乘員和10名以色列國防軍軍人受傷。
以色列聲稱，其士兵遭小刀和金屬條伏擊，還被奪走手槍。國際之間強烈批評以色列的行動，並為死傷者深感遺憾，要求調查衝突經過。聯合國安理會也譴責此次事件至少造成10名平民死亡並有多人受傷，並呼籲要迅速公正的調查衝突。
以色列總理本雅明·內塔尼亞胡稱這次事件為正當防衛。以色列表示將釋放50名乘客和船員，其餘629名拒絕透露身份者則被監禁。

## 背景
這支船隊是由土耳其、愛爾蘭、美國、瑞典和希臘的六艘船組成的，又稱「自由加薩船隊」。主要從事人道救援，包括建築材料，如以色列所列為「違禁品」的水泥。前往加沙地带违反了加沙封锁。船員及乘客包括全世界的學者和報界，尤其是瑞典、德國和英國。船隻由非政府組織所租借和擁有，非政府組織包括了人道救援組織「自由加薩運動」。
這是自由加薩運動第九次派遣船隊對加薩展開人道援助。五艘船艦原本持有許可，但由於2008年-2009年的加薩戰爭，以色列國防軍因而封鎖加薩。
此次的救援是自由加薩運動規模最大的一次救援。船上除了載了10,000噸的救援物資，還有一些記者、國會議員和700名巴勒斯坦激進主義分子。乘客中包括獲得1976年諾貝爾和平獎的北愛爾蘭人梅里德·科里根·麥奎爾 和以色列伊斯蘭運動首領拉伊德·薩拉赫。大多乘客是土耳其公民，也有部分來自阿爾及利亞、澳大利亞、比利時、巴西、加拿大、德國、希臘、愛爾蘭、以色列、科威特、馬來西亞、挪威、荷蘭、巴勒斯坦、波蘭、塞爾維亞、西班牙、瑞典、英國和美國。
以色列政府發言人表示，船隊僅應在已經肅清巴勒斯坦激進主義分子的阿什杜德停泊。以色列官方亦要求各界在未受禁令的港口进行保安检查后才调往卡萨。外国人将会被遣送出境，或，如果他们不同意遣送即予以逮捕。 船上的运动份子多次声称，他们不会因为海军拦截他们船队的暴力行为而下船。 一名埃及人也愿协助转移对加沙人民进行人道物资援助，可是遭到主办人的拒绝。

## 該船隊之構成船舶
- 挑戰者一號[18]
- 挑戰者二號[18]
- 艾爾菲尼亞墨西真號（Eleftheri Mesogeios）[19]
- 藍色馬爾馬拉號（Blue Marmara）[14]
- 斯分多尼號（Sfendoni）[19]
- 加薩號（Gzaae）
- 海灣Y號（Defne Y）
- 蘇菲亞號（MS Sofia）
- 若雪·柯利號（MV Rachel Corrie）

## 事件引發的衝突
这只船队在塞浦路斯政府拒绝与自由加沙运动组织合作，或允许运动份子从其港口启航后，他们于2010年5月30日由塞浦路斯岸外国际水域开始了他们的行程。塞浦路斯警方声称「任何前往加沙的旅队将不予核准」。这只船队在延后两天后启航，计划在周一下午抵达加沙 以色列海军在5月30日晚间11时，在国际水域岸外200（120英里）处初次取得与该船队的联络，并指示该船队跟随他们回港，反之即下船。
以色列海军联络了蓝色马尔马拉号船长，告诉他出示身份，并问及这艘船将前往何处。片刻，两艘以色列海军船艇驶至该船队两侧，可是保持一段距离；同时，一架以色列空军军机在空中掠过。
就在事發时, 以色列海军再次联络蓝色马尔马拉号，警告它已经驶近『海军封锁下的敌对区域』；并告知它可以选择在阿什杜德港靠岸，这些提供的物资可经由『正式陆路路径』，在运动份子的观察下送往目的地，过后这些船只将獲准离开、并回到他们国家的港口。蓝色马尔马拉号回复：「否定！否定！我们的目的地是加沙」。

## 以軍登船

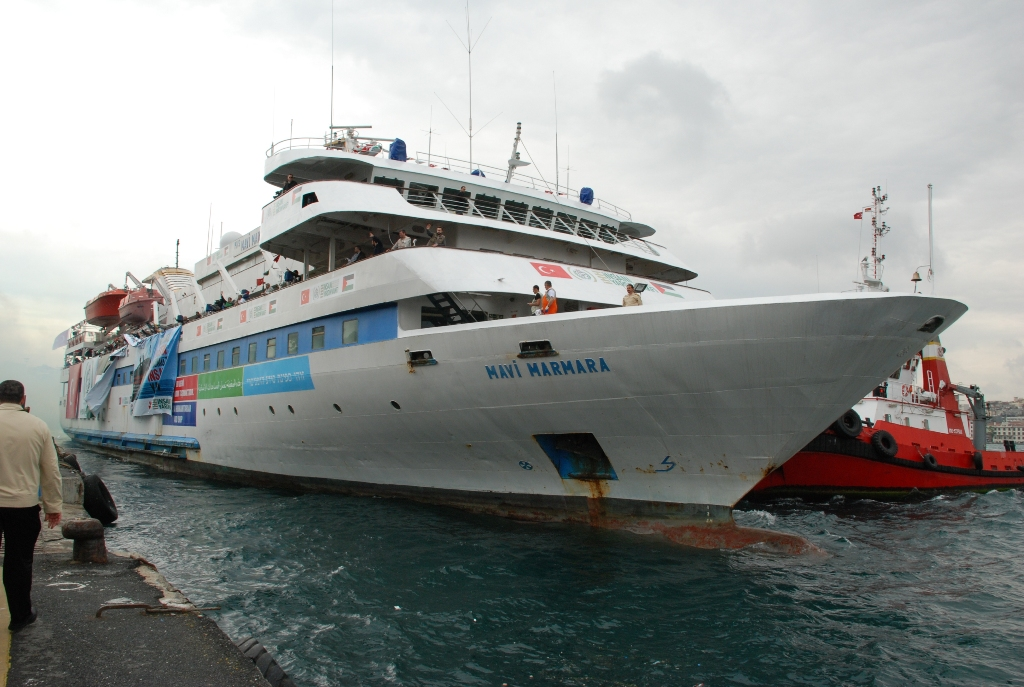
2010年5月22日馬爾馬拉號從土耳其伊斯坦堡出航到加薩

該艦隊曾計劃突破加沙地帶的封鎖，儘管以色列建議这些运动份子在阿什杜德港口碼頭和轉移貨物通過那裡。 之後船艦人員沒有理會以色列要求回航的再次警告，来自以色列海軍第13突擊隊的隊員携带彩弹枪和手枪，于国际标准时间4时上船，当时他们位于国际水域外的64（40英里） 水域。

### 藍色馬爾馬拉號上的衝突
在藍色馬爾馬拉號上的Press TV記者哈桑贾尼夫表示，當時援助船隊正位於離以色列90海浬的公海上，乘坐著直升機以色列的士兵突然強行降落到甲板上，同時以色列軍艦則由兩側包圍藍色馬爾馬拉號。 在以色列士兵上船後，船上乘員們用手邊的物品奮力地抵擋士兵們的襲擊，然而大多數乘員都只有赤手空拳，以色列士兵卻是全副武裝。接著以色列士兵使用實彈與機關槍射擊乘員與阻止攝影，哈桑贾尼夫親眼看到其他乘員頭部中彈而死，在槍林彈雨中，船上乘員雖然制服了幾個士兵並解除他們的武裝，但最後仍被迫投降，船上所有記錄事件經過的錄影帶等媒體都由以色列士兵收繳，援助物資被扣留，船上乘員則被收押。
根據以色列國防軍 的說法，『蓝色马尔马拉号』上的运动份子以暴力回应，而士兵声称被迫开火自卫。以色列军方发布了事件发生时的录像片段，他们声称（片段中）显示了首名士兵在上船后遇襲，并被拋至底层；士兵至少面臨一次拋出的闪光弹和烧夷弹；同时，运动份子也殴打其中一名士兵，并企图挟持他，而其他人则在殴打一些手持金属棒的士兵。根据以色列国防军发言人小组阿维达·雷伯维切少校（Major Avital Leibovich）的说法，运动份子使用手枪、刀子、弹弓和棍棒攻击士兵
一名自由加沙运动发言人对此表示，运动份子们曾经承诺不会做出任何暴力的抵御行动。「唯一的抵御也许是被动的抵御，比方说使用物件防堵操舵室，或是防堵下层的引擎室，以让他们无法接管，可是那不过是象征式的抵御行为。」 根据当时在船上的半岛卫视记者Jamal Elshayyal表示，当时船只已经晾出白旗，运动份子并没开火。
其他船上
虽然以色列方面表示，这事件只发生在“蓝色马尔马拉号”船上，西班牙报章《国家报》（El País）则报道，在其他船上也有多人受伤。
以色列军方说法

根据以军方面说法，以色列突击队表示他们当时正准备遭遇企图进行示威的政治运动份子，同时突击队也以彩弹枪和手枪作为随身武器。这些士兵所受命令為口头勸說运动份子投降，如果不成功，即使用非致命武力征募该船只。突击队员奉命不得使用随身武器，除非在紧急时刻，他们的生命受到威胁时方可使用。
以军报道，这些突击队员当时从直升机下降到甲板上后即刻受到攻击。报道中提到，士兵们被严重殴伤，其中一名受到刀伤，同时还有一名被人抛入30英尺下的底层甲板。 一名以色列推挤队员表示：「有人向我们开火……他们由底层甲板向我们开火。」
在企图驱散运动份子时，使用了闪光弹和催泪弹，当證明这些无效后，推挤队员要求允许使用实弹对付抵抗份子。30分钟后，推挤队员抵达船桥并接管该船。在以军和自由加沙运动份子的视频中可看到一些战斗画面。
船队发起人和运动份子的说法
航队发起人强烈否认以军说法。自由加沙运动的阿拉法少克里（Arafat Shoukri）是船队的其中一名发起人，他表示那些上船的人士曾经使用电话联络他们，并说以色列直升机已经抵达。「接着我们开始到处听到尖叫、叫喊和枪声，」他表示。「我们听到他们当中有人喊道｀我们已经举白旗，停止向我们开枪＇」。 他否认了以军声称的运动份子拥有武器，他声称这项指责是“廉价宣传”。
由于在攻击行动后联络中断，因此要获得船上运动份子的说法极其艰难。

### 船上有無攻擊性武器的調查
以色列外交部发布的文告声称，士兵们遭到的暴力行为是一场预谋，同时在船上也发现了几件手枪和“轻型武器”。以色列明确表示，海军“发现预先准备好的武器，并使用来对付我们的部队”。
对此回应，运动份子否认这个说法，并表示这是不可能的，因为“所有船只在离港前，已经過政府小心检查。”报道中提到，录像片段显示了船上的一些铁管曾用於对付登船以军。土耳其官员否认船上有武器，并表示所有乘客在登船前已经接受了X光和金属探测器的搜查。土耳其政府高级官员称以色列方面的声称等同“全都是废话”。

### 參與者和物品的後續
登船後，以色列海軍的武力部隊開始拖著船隊拉往至阿什杜德，而船上的自由家薩船員及人權份子則被驅除出去。 以色列宣稱人道援助物品會轉移給加薩那些需要幫助的人們，以色列禁止的違禁品如水泥等除外。
至少有32名登上这些船只的运动份子在拒绝签署离境令后，遭到以色列监狱局逮捕和扣押，其中包括两名伤者拒绝就医。爱尔兰外交部长迈克尔·马丁（Micheál Martin）称这次的逮捕时一场“绑架”。
以色列在突击行动后扣留了480名运动份子，目前收押在阿什杜德的一所监狱。其他48人将经由本-古里安国际机场遣返回他们的祖国。

## 傷亡
由於以色列軍方封鎖消息，所以目前確切傷亡人數目前還不清楚。.

### 自由船隊乘員
報告指示該次衝突有9至19位乘員被殺，且有將近數十人受傷，土耳其最大人道組織紅新月會的成員將前往特拉維夫協助傷者與死者的返還工作。以色列軍方表示大多數死者是土耳其人。

### 以色列
以色列的報告說明他們在這場衝突中有十位士兵受到傷害，以色列軍方報告提到兩位士兵持續受到槍擊，並且一位士兵在這場衝突中被船上人員摔倒在甲板上，而導致嚴重頭部創傷並失去意識。

## 若雪·柯利號啟航
2009年7月29日，貨船琳達號（MV Linda）抵達了愛爾蘭的港口鄧多克，船上的船員們被船公司老闆遺棄，他們不但拿不到積欠多時的薪水，而且船上只剩下不到一週的食物，船員們在船上發起了抗議活動。
2010年3月31日自由加薩運動組織買下了琳達號並將這艘船改名為若雪·柯利號（MV Rachel Corrie），作為運送救援物資到加薩之用，以紀念在2003年犧牲於以色列軍用推土機下的美國和平運動人士若雪·柯利，而船員們也因此得到了原本應得的薪資。國際運輸工人聯盟的監查員肯恩·弗萊明 表示：「我們很欣慰地看到這艘原本是象徵現代奴隸制的船隻，能夠轉而為推崇巴勒斯坦人民的人權這一使命而效力。」
即使以色列威脅襲擊，於2010年5月31日啟航的若雪·柯利號表示不會改變行程，仍會朝著加薩前進。2010年6月5日，以色列軍隊強行登上若雪·柯利號，拘捕了船上所有乘員，接著若雪·柯利號被押往以色列的阿什杜德港。

## 自由船隊2啟動
為了繼續援助受到以色列海、陸、空三方面封鎖的加薩地區人民，各國的人道救援組織籌備了由10艘船、1000多人所組成的自由船隊2（Freedom Flotilla II – Stay Human），船隊名稱是為了紀念在加沙犧牲的人道救援組織人員維多里歐·艾里格尼。船隊原本計畫在2011年7月5日向加沙地區出發，然而船隊中搭載數十名美國人和3000封聲援巴勒斯坦人的信件的“無畏的希望”（Audacity of Hope）號援助船在駛離雅典附近的派拉馬港時遇到希臘政府攔截，船長則被捕；「解放號」（Tahrir）也在離開克里特島港口後被攔截。希臘政府還禁止自由船隊2的所有船隻往加薩出航。人道援助活動人士改而搭機前往以色列特拉維夫附近的本-古裡安國際機場，抗議以色列對加沙地帶的封鎖，以色列則以禁止入境，驅逐出境，逮捕，拘留等手段來回應活動人士們的訴求。2011年7月16日「尊嚴號」（Dignité/Karama）克服了重重阻力，由希臘港口往目的地出發。2011年7月19日，以色列軍艦攔截了尊嚴號，突擊隊員強行登上尊嚴號，將尊嚴號與船上所有乘員押送到以色列的阿什杜德港。面對希臘與以色列政府的阻撓，船隊的成員表示今後將結合希臘與世界各國的反壓迫運動，傳播船隊所堅持的「為受壓迫人民爭取自由」這一理念到各國人民的心中。

## 前往加薩的自由之波
2011年11月2日，前往加薩的自由之波（Freedom Waves to Gaza）船隊由土耳其出發，前往加薩。船隊由「解放號」（Tahrir）與「莎柔絲號」（MV Saoirse）與27名來自世界各國的聲援加薩人士所組成，船上載有贈與加薩的醫療物資。11月4日，以色列軍艦攔截了船隊，並將船隻與乘員強行押送到以色列的阿什杜德港。

## 瑞典救援船運送物資到加薩
2012年10月7日，由瑞典的人道救援組織發起的運送物資到加薩活動正式展開，帆船愛絲黛號（SV Estelle）搭載著來自世界各國的聲援加薩人士，由意大利的那不勒斯出發。船上載有醫療、體育用品、音樂設備、兒童讀物和水泥等援助物資，船上還搭載了30隻鴿子，乘員打算在抵達加沙地帶時放飛和平鴿。10月20日，以色列軍艦包圍了愛絲黛號並強行登船，將船隻與乘員押送到以色列的阿什杜德港。

## 自由船隊3出航
為了聲援封鎖下的加薩人民，世界各地的人道救援組織籌組了自由船隊3（Freedom Flotilla III）。船隊由以下船隻所組成：「瑪麗安娜號」（Marianne of Gothenburg）、「若雪號」（Rachel，記念若雪·柯利）、「維多里奧號」（Vittorio，記念維多里奧·艾里格尼）、「朱利安諾號」與「朱利安諾2號」（Juliano、Juliano II，記念在傑寧犧牲的Juliano Mer-Khamis，他建立了自由劇場）。2015年5月10日，船隊由瑞典出發，一路上向各國介紹船隊的理念。6月26日，瑪麗安娜號在若雪號、維多里奧號與朱利安諾2號的陪伴下，由希臘往加薩出發，船隊載有47位來自世界17個國家的聲援加薩人士，以及醫療器材和太陽能發電板等援助物資。6月29日，以色列海軍攔截了瑪麗安娜號，將船隻與乘員押送到以色列的阿什杜德港。若雪號、維多里奧號與朱利安諾2號則按照原定計畫返回出發的港口。

## 巴勒斯坦公正未來的權利
2018年，自由船隊聯盟再次出航以挑戰封鎖，並要求各國政府停止參與以色列的戰爭罪和侵犯人權的行為。自由船隊聯盟聯盟今年將船隻命名為「回歸號」(Al Awda)，以強調巴勒斯坦人長期以來要求返回他們被驅逐的土地這個權利的重要性。5月中旬起，「巴勒斯坦公正未來的權利」(Right To A Just Future For Palestine)船隊的「回歸號」等4艘船從斯堪地那維亞半島出發前往加沙。7月29日，搭載14個國家的22名社會活動人士和100箱醫療援助物資的回歸號，在距離加沙港不到60海里的海域遭到以軍戰艦攔截，船隻與乘員被押送到以色列的阿什杜德港。

## 國際反應
2010年加薩船隊衝突引發非常強烈的國際反應，以色列的突擊紛紛招致比利時、阿爾及利亞、德國、愛爾蘭、盧森堡、英國、法國、西班牙、挪威、瑞典和葡萄牙等歐洲國家的譴責或批評，同時以色列也面臨阿拉伯世界的指責。在亞洲，以色列的作為遭受印度、中國、伊朗、巴基斯坦和印度尼西亞等國批評。在中南美洲，阿根廷、玻利維亞、巴西、智利、墨西哥和委內瑞拉也譴責以色列的行動。在俄羅斯、土耳其、南非、加拿大和紐西蘭的人民也強烈譴責以色列，許多國家紛紛呼籲國際調查這起事件。
美國與歐洲多個國家都爆發示威遊行活動，政治家與人民一起走上街頭抗議以色列襲擊援助船隊，而支援巴勒斯坦人民的行動得到了響應。 與抗議民眾反應見解相反，美國政府派出軍艦前往波斯灣進行嚇阻。 美國加州抗議民眾們阻擋一艘載有以色列貨物的船隻在港口卸貨， 瑞典的碼頭工人則在港口對以色列貨物進行封鎖以表示抗議以色列與支持救援船隊。 而世界各國的人與組織們也籌組了多批新的援助船隊，準備前往加薩。2010年9月26日，由英、美、德國及以色列猶太人所組成的救援船「艾琳號」（Irene）啟航前往加薩，他們反對以色列迫害、禁閉和壓迫加薩地區民眾，隨船並運送兒童玩具及醫藥、書籍、漁網等補給品以聲援加薩。2010年9月28日，以色列軍艦強制攔截了即將抵達加薩的艾琳號，並且將船隻與人員移送到阿什杜德港。

## 已在船隊中或計畫登船的著名人士
據傳有25位歐盟國會議員登船。
| 名稱                | 國家             | Known for                                                                                    |
| ------------------- | ---------------- | -------------------------------------------------------------------------------------------- |
| Kate Geraghty       | 澳洲             | 悉尼晨鋒報攝影師                                                                             |
| Paul McGeough       | 澳洲             | 悉尼晨鋒報記者                                                                               |
| Iara Lee            | 巴西             | 巴西籍導演                                                                                   |
| Annette Groth       | 德國             | 德國聯邦議院議員                                                                             |
| Inge Höger          | 德國             | 德國聯邦議院議員                                                                             |
| Norman Paech        | 德國             | 前德國聯邦議院議員                                                                           |
| Aengus Ó Snodaigh   | 爱尔兰           | 愛爾蘭國家議會議員                                                                           |
| Mairead Corrigan    | 英国             | 因推動北愛爾蘭和平運動而獲得諾貝爾和平獎的愛爾蘭公民                                         |
| Haneen Zoubi        | 以色列           | 阿拉伯裔的以色列議會議員，Balad黨代表。她是阿拉伯政黨中，首位進入以色列議會的女性。          |
| Raed Salah          | 以色列           | 以色列伊斯蘭運動的北區支部部長，以色列法院認為他曾為哈馬斯募款                               |
| Waleed Al-Tabtabaie | 科威特           | 科威特議會議員                                                                               |
| Abbas Nasser        | 黎巴嫩           | 半島電視台記者                                                                               |
| Raza Agha           | 巴基斯坦         | 巴基斯坦新聞台AAJ TV 製作人                                                                  |
| Talat Hussain       | 巴基斯坦         | Pakistani記者和總裁                                                                          |
| Hilarion Capucci    | 敘利亞           | 默基特希臘禮天主教會榮譽大主教，以色列法院曾認定他走私武器給巴勒斯坦解放軍，而判決監禁12年。 |
| Jamal Elshayyal     | 卡達             | 半島電視台英語頻道新聞製作人                                                                 |
| Edda Manga          | 瑞典             | 瑞典歷史學家                                                                                 |
| Henning Mankell     | 瑞典             | 瑞典作家                                                                                     |
| Dror Feiler         | 瑞典             | 瑞典-以色列音樂家                                                                            |
| Mattias Gardell     | 瑞典             | 瑞典歷史學家                                                                                 |
| Mehmet Kaplan       | 瑞典             | 在土耳其出生的瑞典議會議員                                                                   |
| Hakan Albayrak      | 土耳其           | 土耳其記者                                                                                   |
| Sinan Albayrak      | 土耳其           | 土耳其演員                                                                                   |
| Ibrahim Sediyani    | 土耳其           | 記者                                                                                         |
| Cengiz Alquyz       | 土耳其           | 42歲，在以色列軍隊的襲擊中被殺。                                                             |
| Aliheyder Bengi     | 土耳其           | 在以色列軍隊的襲擊中被殺。                                                                   |
| İbrahim Bilgen      | 土耳其           | 土耳其政治家與锡尔特市市長的候選人，在以色列軍隊的襲擊中被殺。                               |
| Cevdet Kılıçlar     | 土耳其           | 記者與攝影師，在以色列軍隊的襲擊中被殺。                                                     |
| Cengiz Songur       | 土耳其           | 在以色列軍隊的襲擊中被殺。                                                                   |
| Çetin Topçuoglu     | 土耳其           | 土耳其前國家跆拳道運動員與國家教練，在以色列軍隊的襲擊中被殺。                               |
| Sahri Yaldiz        | 土耳其           | 在以色列軍隊的襲擊中被殺。                                                                   |
| Necdet Yildirim     | 土耳其           | 在以色列軍隊的襲擊中被殺。                                                                   |
| Abbas Al Lawati     | 阿拉伯聯合大公國 | 杜拜海灣新聞記者                                                                             |
| Hassan Ghani        | 英國             | 蘇格蘭籍記者及紀錄片製作人，Press TV記者                                                     |
| Theresa McDermott   | 英國             | 蘇格蘭活動家，在2009年曾因計畫參加一個援助加薩的任務而關押在拉姆拉的監獄中四天。             |
| Furkan Dogan        | 美國與土耳其     | 19歲，是以色列軍隊襲擊藍色馬爾馬拉號所殺害的人之中年紀最小者。                               |
| Huwaida Arraf       | 美國             | 國際團結運動的共同創始者之一。                                                               |
| Joe Meadors         | 美國             | 美軍自由號事件生還者                                                                         |
| Edward Peck         | 美國             | 前駐茅利塔尼亞大使                                                                           |

## 以色列攻擊合法性的争议

### 以色列行動的法律論點
以色列官方發言人馬克瑞格夫表示，“聖利摩協定（San Remo memorandum） 已经禀明，尤其是在第67A条，如果有一艘船只进攻禁区，如果你已经事先警告他们后，你獲准在它靠近禁区前拦截，而我们在过去也做过数次，而在闯入禁区时，他们已经公开表面了他们的目的。这个禁区是为了保护我们的人民。”
为了合法化这次的行动，以色列可能会援引加沙－杰里科协定（Gaza-Jericho Agreement）（第一和第十一附录），授权以色列在加沙海域沿岸行驶其保安责任。此协定规定，以色列可在必要考量下，对付恐怖分子用於走私军火、弹药、毒品、货物，或从事其他任何非法活动的可疑船只。

### 反對以色列攻擊的法律論點
半岛电视台资深政治分析员马尔万·毕沙拉（Marwan Bishara）表示，这起在国际水域因为拒捕而“攻击其他国家”公民不但非法，而且贬低了国际份法律条规。”
来自土耳其，负责这次任务的一名非官方赞助人通过其总理雷杰普·塔伊普·埃尔多安表示，“这场攻击是一项国家恐怖主义，并已抵触国际法令。”土耳其政府已经要求北约召开紧急会议商讨此事。
一群以色列律师，包括费尔德曼（Avigdor Feldman）在内，入禀以色列高等法院控告以色列在国际海域俘虏这些船只，已经抵触了聯合國海洋法公約。以色列外交部前法律顾问罗毕·沙伯（Robbie Sabel）告诉耶路撒冷邮报，很肯定的，该国将争辩，夺取这些船只是一项特别条律，法院无权干涉。
苏格兰邓迪大学国际法教授罗宾·丘吉尔（Robin Churchill）表示，以色列在以色列水域外突击队等船，“据我所理解，等船的行动没有法律依据，”丘吉尔表示。

## 外部連結
- Video: Close-Up Footage of Israeli soldiers boarding the Mavi Marmara（页面存档备份，存于） Israel defence force video – (YouTube)
- Video: Helicoptor Footage of Israeli soldiers boarding the Mavi Marmara（页面存档备份，存于） Israel defence force video –  (YouTube)
- Video: Weapons Found on the Flotilla Ship Mavi Marmara Used by Activists Against IDF Soldiers（页面存档备份，存于） Israel defence force video –  (YouTube)
- "Gaza Freedom flotilla carried world-renowned names and veteran activists"（页面存档备份，存于） – The Guardian (lists passengers)
- "Q&A: The Gaza Freedom flotilla"（页面存档备份，存于） – The Guardian
- 自由加薩運動（页面存档备份，存于）
- http://www.sinchew-i.com/sciWWW/node/157409?tid=565（页面存档备份，存于） 以色列‧殺6人以兵或獲頒勳章‧土以關係料更惡化
- http://news.hkheadline.com/instantnews/news_content/201006/07/20100607b000013.html?cat=b 救援船9死者共中30槍射殺6人以兵 將受勳
- http://www.sinchew-i.com/sciWWW/node/156716?tid=565（页面存档备份，存于） 以色列‧屈服國際壓力‧以驅逐被捕外國人
- http://www.sinchew-i.com/sciWWW/node/156613?tid=565（页面存档备份，存于） 以色列‧獲釋者：以軍粗暴對付
- http://www.sinchew-i.com/sciWWW/node/156619?tid=565（页面存档备份，存于） 以色列‧與土盟友關係毀於一旦‧恐陷國際孤立
- http://www.sinchew-i.com/sciWWW/node/156617?tid=565（页面存档备份，存于） 比利時‧北約促以馬上放人放船
- http://www.sinchew-i.com/sciWWW/node/156538?tid=565（页面存档备份，存于） 以色列‧記者描述軍方暴行‧“舉白旗仍被開鎗”
- http://www.sinchew-i.com/sciWWW/node/156539?tid=565（页面存档备份，存于） 卡塔爾‧襲救援船形同恐怖主義‧阿拉伯聯盟促聯國追究
- http://www.sinchew-i.com/sciWWW/node/156537?tid=565（页面存档备份，存于） 土耳其‧高呼“以牙還牙，以眼還眼”‧萬人示威怒吼
- http://www.sinchew-i.com/sciWWW/node/156534?tid=565（页面存档备份，存于） 中國‧譴責以突襲‧要求安理會儘速行動
- http://www.sinchew-i.com/sciWWW/node/156532?tid=565（页面存档备份，存于） 以色列‧扣押480船員‧48人確認沒問題被遣返
- http://www.hkcd.com.hk/content/2010-06/06/content_2535811.htm%5B%5D 人道船隻再闖加沙以軍登船攔截
- http://www.bbc.co.uk/zhongwen/trad/world/2010/06/100617_gaza_strip.shtml 以色列宣佈放鬆對加沙地帶的封鎖
- http://news.xinhuanet.com/world/2010-06/18/c_12231869.htm（页面存档备份，存于） 以色列弱化封鎖加沙地面 巴勒斯坦稱以“耍花招”